# Ippodamante (figlio di Acheloo)
Ippodamante, nella mitologia greca, era uno dei figli di Acheloo e Perimede. Fu il padre di Eurite, che andò in sposa al re Portaone di Etolia
Potrebbe essere lo stesso Ippodamante padre di Perimele (da non confondere con Perimede), che fu a sua volta amata da Acheloo.